# 세이와 겐지
세이와 겐지(일본어: 清和源氏 せいわげんじ[*])는 56대 세이와 천황의 황자・제왕의 조상으로 하는 겐지 씨족으로, 사성황족의 하나이다. 성(카바네)는 아손이다. 세이와 겐지의 자손을 기원으로 하는 겐지 유파는 일본인 성씨 가운데에 매우 많이 존재한다.

## 주요 세이와 겐지

### 씨족
일반적으로는 세이와 겐지로 알려져있어도 가짜일 가능성이 있는 씨족도 있다.
- 셋츠 겐지 (미츠나카의 장남 계통)
  - 미나모토노 요리츠나의 자손 (타다 겐지) - 타다씨, 오오타씨, 바바씨, 시모츠마씨, 오구니씨, 야마가타씨, 오이카와씨, 노세씨, 겐세이 오노데라씨 등
  - 미나모토노 쿠니후사의 자손 (미노 겐지) - 토키씨, 아케치씨, 히라세씨
- 야마토 겐지 (미츠나카의 차남 계통) - 무츠 이시카와씨, 우노씨, 카타오카씨 등
- 카와치 겐지 (미츠나카의 3남 계통)
  - 미나모토노 타메요시의 자손 - 시다씨, 히시지마씨, 코야마다씨, 하치다씨, 시시도씨 등
  - 미나모토노 요리키요의 자손 (시나노 겐지) - 시나노 무라카미씨, 카와치씨, 이데우라씨 등
  - 미나모토노 요리스에의 자손 (시나노 겐지) - 이노우에씨, 타카나시씨 등
  - 미나모토노 요시이에의 자손 (이시카와 겐지, 코즈케 겐지, 시모츠케 겐지, 미노 겐지, 미카와 겐지 등) - 츠시마씨, 닛타씨, 야마나씨, 사토미씨, 이와마츠씨, 타메가이씨, 아시카가씨, 시바씨, 오오사키씨, 모모노이씨, 하타케야마씨, 니츠키씨, 호소카와씨, 토자키씨, 잇시키씨, 이시도씨, 히로사와씨, 이시바시씨, 이마가와씨, 키라씨, 이나사와씨, 오부씨, 노나가세씨, 이시카와씨, 니조씨, 쿠마타씨, 겐지 모리씨, 모리씨, 키소씨, 신구씨, 아이치씨, 요시미씨 등 다수
  - 미나모토노 요시미츠의 자손 (히타치 겐지) - 사타케씨, 야마이리씨 등
  - 미나모토노 요시미츠의 자손 (카이 겐지, 시나노 겐지) - 헤미씨, 타케다씨, 오가사와라씨, 토모노씨, 오오이씨, 이타가키씨, 이치조씨, 히라가씨, 오오우치씨, 카나즈씨, 이사와씨, 이시와씨, 난부씨, 오오쿠라씨, 코마이씨 등

## 현대의 세이와 겐지
- 세이와 겐지 씨족회

미나모토노 미츠나카를 비롯해, 미나모토노 요리미츠, 요리노부, 요리요시, 요시이에를 제신(祭神)으로 하는 효고현 카와니시시 타다인에 있는 타다 신사로, 세이와 겐지 일문으로서, 숭신 숭조(崇神崇祖), 일본의 산업과 문화 발전, 일문의 상호 친화를 도모하는 목적으로 1939년 5월에 설립.
- 타다 미츠나카 씨족회

미츠나카를 제신으로 하는 도쿄도 나카노구에 있는 타다 신사에서 경신 숭조(敬神崇祖)를 목적으로해 1962년에 결성.